# Observatório Nacional
Sede do Observatório Nacional, na cidade do Rio de Janeiro.
O Observatório Nacional (ON) é uma instituição científica localizada na cidade do Rio de Janeiro, no estado do Rio de Janeiro, no Brasil. O ON foi criado em 1827, sendo, assim, uma das instituições científicas mais antigas do país, também tendo sua história ligada ao Colégio dos Jesuítas, fundado em 1567. A sua finalidade inicial foi a de orientar os estudos geográficos do território brasileiro e o ensino da navegação. 
Em nossos dias, desenvolve pesquisas, ensino e prestação de serviços tecnológicos, sendo responsável pela geração, distribuição e conservação da Hora Legal Brasileira e por diversas pesquisas e estudos em astronomia, astrofísica e geofísica. Oferece cursos de pós-graduação com mestrado e doutorado nessas áreas. Criou, entre outros institutos, a meteorologia (1909), o Laboratório Nacional de Astrofísica (1980), anteriormente Observatório Astrofísico Brasileiro e o Museu de Astronomia e Ciências Afins (1985).
Coordenou a expedição científica, então como "Imperial Observatório do Rio de Janeiro", que foi observar a passagem do planeta Vênus pelo disco do Sol em 6 de dezembro de 1882, na região subantártica do Estreito de Magalhães, e calcular a distância da Terra ao Sol, uma das medidas da astronomia. Equipamento e pessoal foram embarcados no cruzador misto Pharnayba, "Gazela do Mar", da Marinha Imperial do Brasil.
Coordenou também as expedições do Brasil, do Reino Unido e dos Estados Unidos que foram observar o eclipse total do Sol de 29 de maio de 1919 em Sobral (Ceará). A expedição britânica obteve imagens do Sol que puderam comprovar o desvio da luz da Teoria da Relatividade Geral publicada por Albert Einstein em 1915. Foi a primeira comprovação dessa teoria, junto com as imagens obtidas na ilha do Príncipe, no arquipélago de São Tomé e Príncipe, na costa oeste da África.

## História

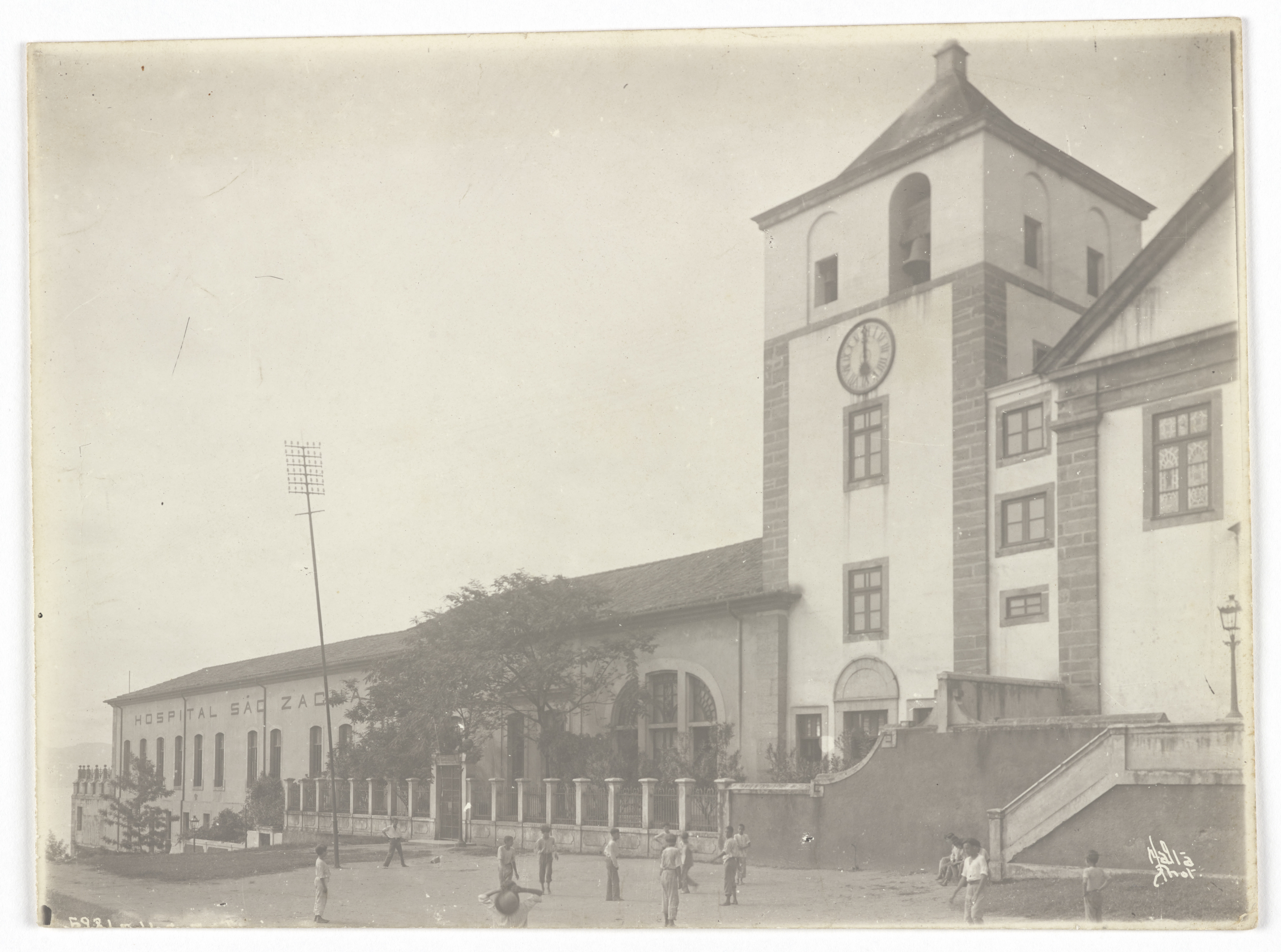
Igreja de Santo Inácio ou dos Jesuítas, no Morro do Castelo, ao lado do Hospital São Zacharias, antigo Colégio dos Jesuítas, onde teria um antigo Observatório e onde a Faculdade de Medicina funcionou em seus primeiros anos. Fotografia de Augusto Malta, por volta de 1920. Acervo do Instituto Moreira Salles.

A observação astronómica no Brasil remonta à época colonial. De acordo com o padre Serafim Leite, os jesuítas instalaram um observatório em seu colégio no Rio de Janeiro, no morro do Castelo em 1730. No mesmo local, em 1780, os astrônomos portugueses Sanches d'Orta e Oliveira Barbosa montaram um observatório e passaram a realizar observações regulares de astronomia, meteorologia e magnetismo terrestre. Com a transferência da corte portuguesa para o Brasil em 1808, o acervo desse observatório foi transferido para a Academia Real Militar.
No começo do século findo esta cidade do Rio de Janeiro, com o influxo da Independência, havia tomado um grande desenvolvimento comercial e seu porto era um dos mais frequentados por numerosas embarcações, cujos capitães tinham necessidade de conhecer a declinação magnética, assim como a hora média, e a longitude, para regular seus cronômetros, a fim de poder empreender com segurança a viagem de retorno ou de continuá-la ao redor do mundo. Habitualmente as operações astronômicas necessárias à obtenção daqueles dados eram efetuadas com maior ou menor facilidade por processos aproximados, pelos comandantes de navios ou pelo oficial encarregado da navegação. Mas, muitos desses elementos poderiam ser obtidos com mais exatidão e facilidade por profissionais, providos de instrumentos instalados em um Observatório, e capazes, pela sua instrução especial e guiados pela experiência, de obtê-las com maior exatidão e segurança. Da mesma maneira, havia necessidade de conhecer os elementos geográficos de pontos do território, para construir a indispensável carta.— H. Morize in  Observatório Astronômico: um século de história 1827-1927
Em 27 de setembro de 1827, a Assembleia Geral Legislativa do Império, autorizou o governo a criar um Observatório Astronômico no âmbito do Ministério do Império e, em 15 de outubro de 1827, o imperador dom Pedro I baixou o decreto que o criou. Ele foi instalado no torreão da Escola Militar, tendo sido dirigido, inicialmente, pelo professor de matemática Pedro de Alcântara Bellegarde.
Em 1845, o então Ministro da Guerra, Jerônimo Francisco Coelho, reorganizou a instituição como Imperial Observatório do Rio de Janeiro, quando assumiu, no cargo de diretor, o professor Soulier de Sauve, da Escola Militar, que o transferiu para a Fortaleza da Conceição e, em 1846, teve o seu primeiro Regulamento aprovado por decreto.

Rua Primeiro de Março e o Morro do Castelo ao fundo, do lado esquerdo do morro, no topo, está o Colégio dos Jesuítas e ao lado deste o antigo Observatório Nacional, vistos da igreja do Carmo. Fotografia de Juan Gutierrez, por volta de 1890. Acervo do Instituto Moreira Salles.

Entre 1846 e 1850, o diretor Soulier transferiu novamente o Observatório, dessa vez para as antigas instalações de uma igreja no Morro do Castelo, onde permaneceu até 1920. Após o falecimento de  Soulier em 1850, o tenente-coronel engenheiro Antônio Manoel de Mello, também professor da Escola Militar, foi nomeado diretor, permanecendo no cargo até 1865, quando foi substituído pelo capitão-tenente Antônio Joaquim Cruvelo d'Avila. Nesse mesmo ano, o Observatório passou a ser subordinado da Escola Central, que foi desmembrada da Escola Militar, permanecendo nessa condição até 1871, quando foi criada a Comissão Administrativa do Imperial Observatório do Rio de Janeiro. Foi nomeado, para a direção, o cientista francês Emmanuel Liais, permanecendo em sua direção por dois períodos de gestão, de janeiro a julho de 1871 e de 1874 a 1881. Entre 1871 e 1874, Camilo Maria Ferreira Armond, Visconde de Prados, esteve à frente da direção.
Entre 1827 a 1871, o Observatório quase exclusivamente foi voltado à instrução de alunos das escolas militares de terra e mar. No ano de 1871, foi retirado da égide militar e reorganizado para dedicar-se com exclusividade à pesquisa e prestação de serviços à sociedade nos campos da meteorologia, astronomia, geofísica e na medição do tempo e na determinação da hora.

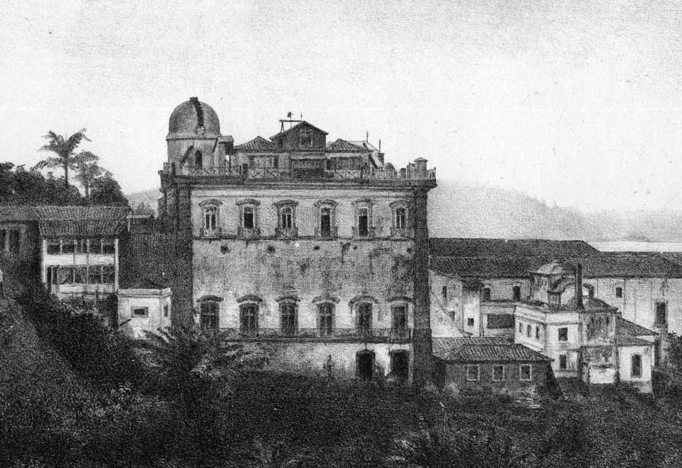
Observatório Imperial no Morro do Castelo, em 1882.

O engenheiro militar e astrônomo belga Luís Cruls sucedeu Liais em 1881, permanecendo no cargo até 1908. Em 1888, o Parlamento aprovou uma verba para iniciar a construção do novo Observatório na Fazenda Imperial de Santa Cruz, mas, no ano seguinte à proclamação da República do Brasil, o Observatório voltou a ser subordinado ao Ministério da Guerra e teve sua denominação alterada para Observatório do Rio de Janeiro, tendo, como anexo, o Serviço Geográfico. Foi, então, abandonada a ideia da sua mudança para Santa Cruz. Após o falecimento de Cruls, em 1908, o astrônomo Henrique Charles Morize assumiu a direção.
Em 1909, através do decreto 7.672, de 18 de novembro, foi criado, no Ministério da Agricultura, a Diretoria de Meteorologia e Astronomia, à qual ficou subordinado o Observatório Nacional, e foi extinto o Observatório do Rio de Janeiro.
Em 28 de setembro de 1913, foi assinada a ata de lançamento da pedra fundamental do novo Observatório Nacional, no morro de São Januário, no Rio de Janeiro.
Em 1915, foi implantado o Observatório Magnético de Vassouras, no Rio de Janeiro, até hoje integrado à estrutura do ON.
Em 1921, a Diretoria de Meteorologia teve, separadas, as duas áreas que a compunham, dando origem a dois institutos: um dedicado à meteorologia, denominado Diretoria de Meteorologia, e outro à astronomia, geofísica e metrologia, que conservou o nome de Observatório Nacional. Nesse ano, recebeu a visita de Albert Einstein, durante sua estada no Brasil.

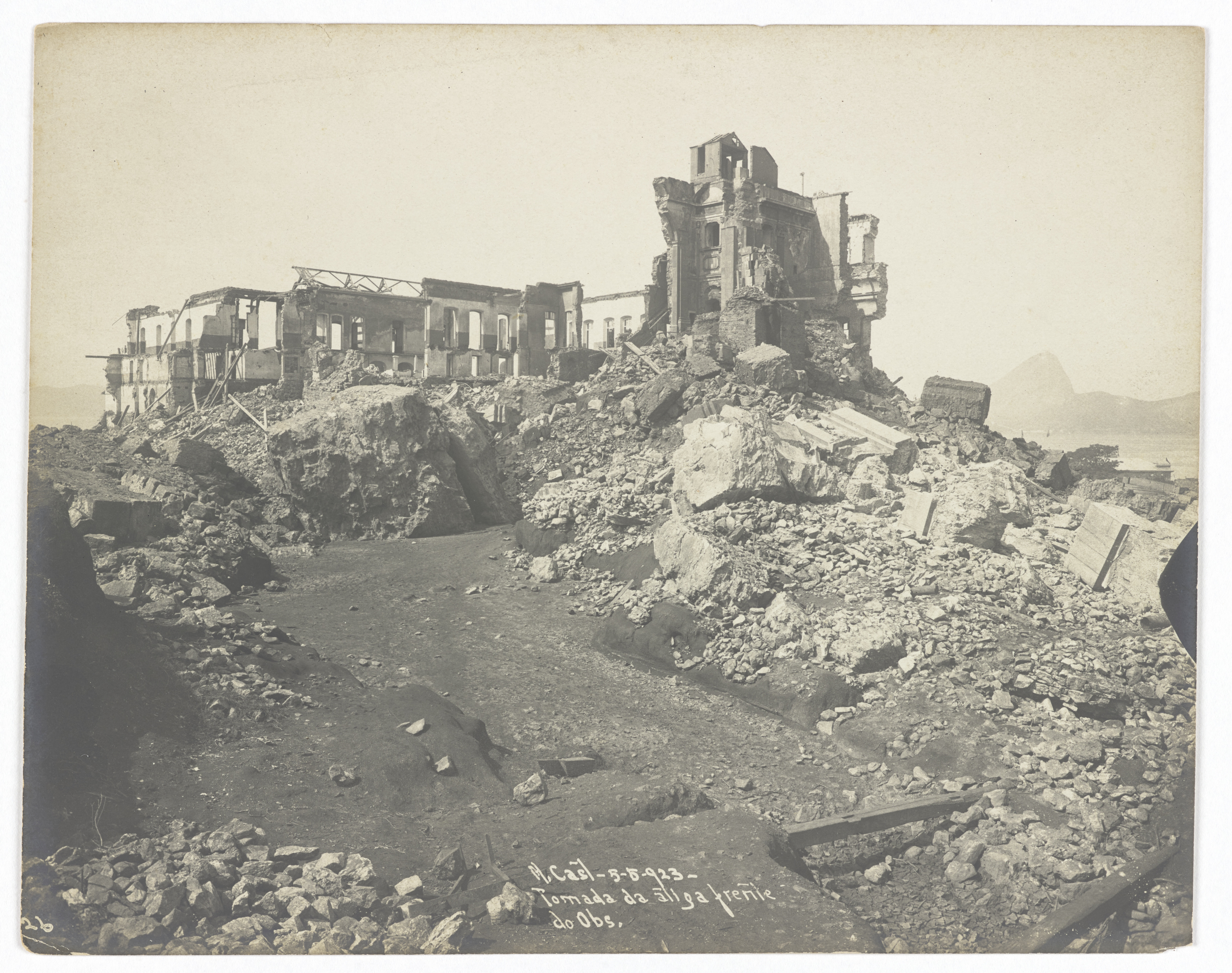
Vista da demolição do morro do Castelo, tomada da frente das ruínas do antigo observatório astronômico, ao fundo o Pão de Açúcar, fotografada por Augusto Malta em 1923. Acervo do Instituto Moreira Salles.

Em 1922, o ON foi transferido do Morro do Castelo, atual Esplanada do Castelo, para o Morro de São Januário, em São Cristóvão, onde atualmente ainda se encontra instalado, junto ao Museu de Astronomia e Ciências Afins. Foi o final de uma demanda iniciada por Liais, cinquenta anos antes, por instalações adequadas para o Observatório.
Em 1930, o Observatório Nacional passou a integrar o recém-criado Ministério da Educação e Cultura (MEC).
Em 1955, o ON ampliou sua atuação de pesquisa em magnetismo terrestre com o funcionamento um observatório na ilha de Tatuoca, na foz do Rio Amazonas.
Em 1972, a Financiadora de Estudos e Projetos (FINEP) aprovou um projeto de instalação de um observatório astrofísico a ser instalado em Brasópolis, em Minas Gerais. Em 22 de abril de 1980, já se encontrava instalado e iniciando operações um refletor cassegrain-coudé, de 1,60 metros (diâmetro do espelho principal). Em fevereiro de 1981, o doutor Luiz Muniz Barreto, diretor do ON, inaugurou as instalações com o nome de "Observatório Astrofísico Brasileiro" (OAB). Em 13 de março de 1985, o OAB foi desmembrado do ON, dando origem ao atual Laboratório Nacional de Astrofísica (LNA).
Em 2003, foram inauguradas, no campus do ON, as novas instalações do Serviço da Hora, no Prédio Carlos Lacombe. Em maio de 2004, o ON deu início a um outro serviço, o Carimbo do Tempo.

## Subordinação
Tendo passado quase toda a primeira metade de seu século inicial sob a égide militar, o Observatório voltou a ser subordinado ao Ministério da Guerra em 1890 e, em 1909, foi incorporado à Diretoria de Meteorologia e Astronomia do Ministério da Agricultura. Em 1921, passou a ser um instituto e, em 1930, o Observatório Nacional passou a integrar o recém-criado Ministério da Educação e Cultura (MEC) até 1976, quando foi transferido para o Conselho Nacional de Desenvolvimento Científico e Tecnológico (CNPq).
Em 2000, o Observatório foi transferido para a subordinação direta do Ministério da Ciência e Tecnologia, ao qual se encontra ligado atualmente.

## Missão
Ao longo do século XX, o ON foi a instituição pioneira no Brasil nos seguintes campos do conhecimento e pesquisa:
- Execução continuada de pesquisas astronômicas,
- Levantamentos geofísicos do território nacional, além das primeiras medidas sismológicas do país e
- Geração, manutenção e disseminação da Hora Legal Brasileira, definida em lei (Lei 2 784, de 18 de junho de 1913, regulamentada pelo Decreto 10 546, de 5 de novembro de 1913).

## Museu
Em 1982, o CNPq criou o Projeto de Memória de Astronomia e de Ciências Afins, a fim de preservar a história da astronomia, geofísica, meteorologia, metrologia, física e química, que, no Brasil, tiveram, como instituto pioneiro, o ON. Em 1985, esse projeto deu lugar à criação do Museu de Astronomia e Ciências Afins (MAST), sem vinculação com o Observatório mas ocupando suas instalações originais, no Morro de São Januário. Com o museu, está a guarda de todo o acervo histórico do ON, incluindo lunetas, cúpulas e centenas de instrumentos. Esse acervo foi tombado pelo Instituto do Patrimônio Histórico e Artístico Nacional (IPHAN) e pelo Instituto Estadual do Patrimônio Cultural (INEPAC), sendo alvo de cuidados especiais para sua preservação.

## Publicações
No ano de 1885, foi publicado o primeiro volume do "Anuário do Observatório", uma das mais antigas publicações periódicas, que era uma continuação das "Efemérides Astronômicas", publicadas entre 1862 e 1870. O Anuário vem, desde então, sendo publicado sem interrupção.
Em 1886, tem início a publicação da "Revista do Observatório", a primeira revista exclusivamente científica produzida no Brasil, mas que teve a impressão interrompida em 1891.

## Atuação
O Observatório Nacional teve participação no cenário científico mundial com trabalhos que contribuíram para o conhecimento nas áreas de sua atuação. Entre esses trabalhos alguns se destacam como o da determinação da paralaxe solar, durante a passagem do planeta Vênus pelo disco do Sol, na Estação da Ilha de São Thomás, nas Antilhas, em 1882.
O Observatório Nacional, no século XIX, auxiliou no estabelecimento e demarcação de parte das fronteiras brasileiras e na expedição chefiada por Cruls realizada ao Brasil Central que, entre 1892 e 1896, serviu para a escolha do local aonde seria construída, anos mais tarde, a nova capital: Brasília.
Em 1919, coordenou a expedição inglesa, também com a participação americana, que documentou o eclipse total do Sol, em Sobral (Ceará). Fenômeno também observado na Ilha do Príncipe, que veio a comprovar a teoria da Relatividade de Einstein, ao se constatar o desvio sofrido pela luz das estrelas no fundo do céu, causado pelo forte campo gravitacional provocado pela massa do Sol.
O ON é o mais antigo centro astronômico em funcionamento da América do Sul. Atualmente, os pesquisadores do Observatório Nacional têm trabalhado no mapeamento de galáxias, bem como desenvolvendo detetores sensíveis à fraca luminosidade desses corpos celestes.

### Geofísica
As pesquisas atuais na área de geofísica dão ênfase na integração de vários métodos para os estudos geológicos do território brasileiro, se concentrando nas áreas classificadas como:
- Geofísica da Terra Sólida,
- Geofísica da Exploração e
- Geofísica Aplicada.

As atividades técnico-científicas relacionadas à Geofísica são caracterizadas pela aquisição sistemática de dados geofísicos nos observatórios de Vassouras (RJ) e Tatuoca (foz do Rio Amazonas), contando também com o apoio das estações da Rede Geomagnética Brasileira, da Rede Gravimétrica Fundamental Brasileira e da Estação Sismológica do Rio de Janeiro.
Essas medidas regulares do campo geomagnético, realizadas rotineiramente nas 110 estações da Rede Geomagnética e nos Observatórios, propiciam subsídios para a pesquisa básica no estudo da morfologia do campo geomagnético no Brasil e sua evolução temporal, servindo de apoio as áreas aplicadas tais como: a prospecção de minerais, água subterrânea e de petróleo; navegação; pesquisas espaciais, em especial a pesquisa sobre o eletrojato equatorial e anomalia magnética do Atlântico Sul.
A Rede Gravimétrica Fundamental Brasileira é composta por 520 pontos de medição distribuídos no país, servindo de base aos estudos do geoide, base fundamental da cartografia e prospecção mineral.

### Serviço de Hora Legal
A Divisão Serviço da Hora do ON é responsável, há mais de um século e meio, por manter, com a mais alta precisão técnica, a determinação, conservação e disseminação da hora legal brasileira; difundindo-a não só a todo o território nacional, como também no exterior.
As atividades em Metrologia em Tempo e Frequência, que estão a cargo da Divisão Serviço da Hora do Observatório Nacional, remontam à criação do Imperial Observatório Nacional do Rio de Janeiro, em 1827. Há mais de 180 anos, o ON gera, conserva e dissemina a Hora Legal Brasileira (HLB), para todo o território nacional. Desde 1913, através da Lei Nº 2 784, que instituiu o sistema de fuso horário no Brasil, esta atividade passou a ser uma atribuição dada por lei. A geração da hora é realizada através de um conjunto de relógios atômicos de césio, que são comparados entre si continuamente.
O Observatório Nacional disponibiliza, por meio da Internet, o acesso à sincronização por seus relógios atômicos. Os sinais de relógio do observatório também são transmitidos por radiodifusão em amplitude modulada na faixa de 30 m na frequência de 10 MHz, em VHF nas frequências de 166,53 MHz e 171,13 MHz, e também por telefone.

## Ensino
O ON possui um Programa de Pós-Graduação, credenciado pelo Conselho Federal de Educação, para a formação de Mestres e Doutores nas áreas de astronomia, astrofísica e geofísica. Atualmente, conta com mais de 170 dissertações/teses defendidas.
Em 1996, foi iniciado o Ciclo de Cursos Especiais com o objetivo de trazer aspectos atuais de diferentes áreas de astronomia e astrofísica, complementar a formação de alunos de pós-graduação e oferecer, aos recém-doutores e pesquisadores, oportunidade para atualizarem seus conhecimentos e interagirem com os convidados.
O Observatório Nacional organiza, desde 1997, o curso anual de Astronomia no Verão e Cursos de Atualização em astronomia e astrofísica, voltado para professores e estudantes de segundo grau e pessoas interessadas em conhecer o atual estágio das pesquisas observacionais e teóricas que estão sendo desenvolvidas em astronomia. Realiza também, anualmente, uma Escola de Verão em Astronomia e Geofísica para alunos de graduação e graduados nas áreas de ciências exatas e da terra.
Desde 2003, o curso a distância em astronomia e astrofísica, em nível de divulgação científica, é oferecido anualmente pela Divisão de Atividades Educacionais (DAED) do Observatório Nacional (ON). O seu principal objetivo é socializar o conhecimento científico através da Internet - veículo eletrônico que hoje é usado por grande parte da população. Este recurso permitiu que fosse alcançado todo o território nacional. Uma das grandes vantagens do curso a distância é permitir, a cada participante, definir o seu ritmo de estudo, avaliando o seu tempo disponível e programando, assim, a sua dedicação ao curso a qualquer hora. O conteúdo pode ser estudado diretamente no site do Observatório Nacional (online) ou ser copiado e estudado offline.
A proposta dos cursos promovidos pelo Observatório Nacional é possibilitar o acesso à informação científica correta, aproximar a sociedade de uma instituição de pesquisa e capacitar professores da rede de ensino, vetor fundamental para multiplicar o conhecimento adquirido.
Já foram ministrados cursos de astrofísica geral, astrofísica do Sistema Solar, evolução estelar e cosmologia, com mais de 42 000 alunos participantes.
A Biblioteca do Observatório Nacional, que iniciou a sua história em uma pequena parte da Escola Militar em 1826, possui um acervo especializado de aproximadamente 18 000 livros, 400 títulos de periódicos, teses e obras de referência nas áreas de astronomia, geofísica e ciências afins que auxiliam estudantes e pesquisadores nos seus estudos.